# HOXB2
HOXB2‏ (Homeobox B2) هوَ بروتين يُشَفر بواسطة جين HOXB2 في الإنسان.

## الوظيفة
هذا الجين عضو في عائلة العلبة المثلية Antp، ويُشفّر بروتينًا نوويًا بمجال ربط الحمض النووي الخاص به. وهو مُدرج ضمن مجموعة جينات homeobox B الموجودة على الكروموسوم 17. يعمل البروتين المُشفّر كعامل نسخ خاص بالتسلسل، ويشارك في النمو. يرتبط زيادة التعبير عن هذا الجين بسرطان البنكرياس.